# Dial House

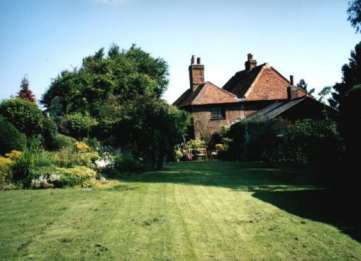
Dial House v létě

Dial House je farmářským sídlem z šestnáctého století umístěným hluboko na venkově v anglickém Essexu, na okraji lesa Epping Forest. Dial House je mezinárodní komunita a domov anarchopunkové skupiny Crass. Od roku 1967 se toto místo stalo otevřeným domem anarchopacifistů, základnou mnoha kulturních, uměleckých a politických projektů od avantgardního jazzu až k poskytování pomoci při zakládání hnutí nezávislých festivalů. O desetiletí později zakoupili tento dům v aukci zakladatelé kapely Crass Penny Rimbaud a Gee Vaucher. Tímto se dostali do dluhu 100 000 liber, ale zároveň zajistili budoucnost pro Centre For Dynamic Cultural Change („Centrum dynamické kulturní změny“).